# Sui (Blockchain)
Sui ist eine Layer-1-Blockchain und Smart-Contract-Plattform, die für eine schnelle, skalierbare und sichere Verarbeitung von Transaktionen entwickelt wurde. Sie wurde von ehemaligen Entwicklern von Metas Novi Research gegründet und nutzt die Programmiersprache Move. Die Plattform ist besonders für dezentrale Finanzanwendungen (DeFi), digitale Vermögenswerte und Web3-Technologien ausgelegt.

## Geschichte
Sui wurde von Mysten Labs, einem Unternehmen, das 2021 von ehemaligen Meta-Entwicklern gegründet wurde, entwickelt. Die Mitbegründer Evan Cheng, Adeniyi Abiodun, Sam Blackshear, George Danezis und Kostas Chalkiaswaren waren zuvor an der Entwicklung der Diem-Blockchain (ehemals Libra) sowie der Programmiersprache Move beteiligt.
Im Mai 2023 wurde das Mainnet von Sui offiziell gestartet. Bereits wenige Monate nach dem Start stieg Sui in die Top 10 der DeFi-Blockchains auf.

## Technik

### Konsensmechanismus und Skalierbarkeit
Sui nutzt ein objektzentriertes Datenmodell, das von der Programmiersprache Move unterstützt wird.
Anders als klassische Blockchains, die Transaktionen sequentiell verarbeiten, ermöglicht Sui eine parallele Verarbeitung von Transaktionen. Dadurch kann die Plattform eine hohe Skalierbarkeit und niedrige Transaktionsgebühren gewährleisten.

### Native Kryptowährung (SUI)
Der SUI-Token ist die native Kryptowährung des Netzwerks. Er dient unter anderem zur Bezahlung von Gasgebühren, zum Staking und zur Governance.

## Anwendungen
Sui ist vor allem für Anwendungen im Bereich dezentrale Finanzen (DeFi), Gaming, digitale Identitäten und Tokenisierte Vermögenswerte ausgelegt. Dank der Zero-Knowledge-Login-Technologie können sich Nutzer mit bestehenden Zugangsdaten anmelden, und das Netzwerk ermöglicht gesponserte Transaktionen, bei denen Dritte die Gebühren übernehmen.

## Kritik und Herausforderungen
Im November 2023 fiel das Sui-Netzwerk aufgrund eines Fehlers im Checkpoints-System für mehrere Stunden aus, wodurch Transaktionen verzögert wurden. Das Entwicklungsteam reagierte mit einem Notfall-Update, um die Stabilität wiederherzustellen.